# MSANTD3
MSANTD3 (англ. Myb/SANT DNA binding domain containing 3) – білок, який кодується однойменним геном, розташованим у людей на 9-й хромосомі. Довжина поліпептидного ланцюга білка становить 275 амінокислот, а молекулярна маса — 32 363.
| 10         |  | 20         |  | 30         |  | 40         |  | 50         |
| ---------- |  | ---------- |  | ---------- |  | ---------- |  | ---------- |
| MQNNEIIKPA |  | KYFSELEKSI |  | LLALVEKYKY |  | VLECKKSDAR |  | TIALKQRTWQ |
| ALAHEYNSQP |  | SVSLRDFKQL |  | KKCWENIKAR |  | TKKIMAHERR |  | EKVKRSVSPL |
| LSTHVLGKEK |  | IASMLPEQLY |  | FLQSPPEEEP |  | EYHPDASAQE |  | SFAVSNRELC |
| DDEKEFIHFP |  | VCEGTSQPEP |  | SCSAVRITAN |  | KNYRSKTSQE |  | GALKKMHEEE |
| HHQQMSILQL |  | QLIQMNEVHV |  | AKIQQIEREC |  | EMAEEEHRIK |  | MEVLNKKKMY |
| WERKLQTFTK |  | EWPVSSFNRP |  | FPNSP      |  |            |  |            |

A: Аланін

C: Цистеїн

D: Аспарагінова кислота

E: Глутамінова кислота

F: Фенілаланін

G: Гліцин

H: Гістидин

I: Ізолейцин

K: Лізин

L: Лейцин

M: Метіонін

N: Аспарагін

P: Пролін

Q: Глутамін

R: Аргінін

S: Серин

T: Треонін

V: Валін

W: Триптофан

Кодований геном білок за функцією належить до фосфопротеїнів. 
Задіяний у такому біологічному процесі, як альтернативний сплайсинг. 